# Grdi labodi (film)
Grdi labodi (izvirno rusko Гадкие лебеди) je rusko-francoski znanstvenofantastični film režiserja Konstantina Sergejeviča Lopušanskega in prva ekranizacija istoimenskega znanstvenofantastičnega in filozofskega romana bratov Strugacki iz leta 1968.

## Zgodba
Povest se dogaja v nekem namišljenem mestu z internatom nadarjenih otrok. Tu dorašča mladi rod in samosvoji posebneži, katerih učitelji so »mokreci« - enkrat mutanti, drugič prišleki. V mestu neprestano dežuje in brez vzroka prihaja do sprememb podnebja, ki napovedujejo vesoljni potop. Zaradi tega se po okolici potika mnogo komisij, ki preučujejo to anomalijo, posebnih agencij in agentov.
Junak zgodbe, pisatelj Viktor Banev, je prisljen izvesti lastno preiskavo tega stanja, ker se je ponoči znašel sredi tega otroškega internata. Vključil se je v boj, ne toliko zaradi usode otrok in svoje hčere, ampak zaradi poti, ki jo je izbralo človeštvo.

## Vloge
- Grigorij Stepanovič Gladi - Viktor Banev
- Leonid Pavlovič Mozgovoj - Izak Golemba
- Aleksej Anatoljevič Kortnev - Pavel Sumak
- Rimma Sarkisjan - Ira Baneva
- Laura Lichelauri - Diana
- Sergej Dmitrijevič Barkovski - Genadij Komov
- Dima Ispolatov - Borja Kunica
- Olga Borisovna Samošina - Ljudmila
- Aleksej Ingeljevič - Valentin Pilman
- Viktor Vasiljevič Mihajlov - Mokrec Zinovi

## Nagrade
Pahotin in Ivanov sta 4. marca 2007 prejela nagrado Beli slon za najboljša umetniška režiserja za leto 2006, Sigle pa za najboljšo filmsko glasbo.